# Katja Wühler
Katja Wühler (* 19. Januar 1979 in Erfurt) ist eine ehemalige deutsche Volleyballspielerin.
Katja Wühler begann mit dem Volleyball in ihrer Heimatstadt Erfurt, bevor sie 1995 zum Bundesligisten Dresdner SC wechselte. Hier wurde sie 1999 Deutscher Meister und DVV-Pokalsieger.  2001 wechselte die Universalspielerin zu den Roten Raben Vilsbiburg, mit denen sie Deutscher Meister 2008 wurde. 2009 gewann sie den DVV-Pokal, wurde Deutscher Vizemeister und erreichte des Final Four beim CEV-Pokal. 2010 wiederholte Katja Wühler mit den Roten Raben die deutsche Meisterschaft und beendete danach ihre aktive Karriere.
Heute arbeitet Katja Wühler bei den Roten Raben in der Geschäftsstelle und als Trainerin.